# Убийцы (фильм, 1946)
«Убийцы» (англ. The Killers) — художественный фильм Роберта Сиодмака из Национального реестра фильмов США. Снят в жанре нуар по мотивам одноимённого рассказа Эрнеста Хемингуэя. В главных ролях дебютировали две яркие звезды Голливуда середины XX века — Берт Ланкастер и Ава Гарднер.

## Сюжет
Наёмные убийцы приезжают в провинциальный городок и убивают работника заправки Оле Андерсена по прозвищу Швед, бывшего боксёра и грабителя. Все свои деньги Швед завещал горничной из отеля, в котором недолго жил. Агент страховой компании Джим Риардон хочет выяснить, почему Швед так поступил и почему он не пытался скрыться от убийц. Для этого он находит тех, кто когда-то знал убитого.

## Структура
Несмотря на то, что название фильма совпадает с названием короткого рассказа Хемингуэя, в действительности только первые двадцать минут напрямую связаны с ним. Все последующее действие — абсолютно оригинальный сценарий на тему «почему события первых двадцати минут могли произойти».
Структурно это один из самых сложных нуаров. Весьма запутанное повествование составлено из 11 флешбэков — аналитическая структура наподобие «Гражданина Кейна». Парадокс в том, что реконструированные события мало проясняют психологию Шведа и Китти — главные герои во многом так и остаются загадкой, белым пятном.

## В ролях
- Берт Ланкастер — «Швед» Андерсен[5]
- Ава Гарднер — Китти Коллинс
- Эдмонд О’Брайен — Джим Риардон
- Альберт Деккер — Большой Джим Колфакс
- Сэм Левин — Сэм Любински
- Винс Барнетт — Чарльстон
- Вирджиния Кристин — Лили Харлин Любински
- Джек Ламберт — Дам-Дам Кларк
- Чарльз Макгроу — Эл
- Уильям Конрад — Макс

В титрах не указаны
- Джефф Кори — Блинки Фрэнклин
- Беатрис Робертс — медсестра
- Чарльз Миддлтон — фермер
- Куини Смит — Мэри Эллен «Куини» Доэрти
- Джон Мильян — Джейк-повеса

## Съёмочная группа
- Производство: Universal Pictures
- Режиссёр: Роберт Сиодмак
- Продюсер: Марк Хеллингер
- Авторы сценария: Эрнест Хемингуэй (рассказ), Энтони Вейлер, Ричард Брукс, Джон Хьюстон
- Оператор: Элвуд Бредел
- Композитор: Миклош Рожа

## Признание
- Четыре номинации на «Оскар»: «Лучший режиссёр», «Лучший монтаж», «Лучшая музыка к фильму», «Лучший адаптированный сценарий».
- 1947 — премия «Эдгар» за лучший художественный фильм.
- 2008 — лента «Убийцы» удостоена включения в Национальный реестр фильмов[6][7].